# Copa de Campeones de la Concacaf 1973
La Copa de Campeones de 1973 fue la novena edición de la Copa de Campeones de la Concacaf, torneo de fútbol a nivel de clubes más importante de Norteamérica, Centroamérica y el Caribe. El torneo comenzó el 10 de junio de 1973 y culminó el 4 de enero de 1974. Por primera vez participa un club dominicano: Universidad Católica. Por primera vez, los equipos norteamericanos no formaron parte del torneo.
El campeón fue Transvaal, convirtiéndose así en el primer —y único hasta la fecha— club surinamés en lograr un título en la competición.

## Equipos participantes
En cursiva los equipos debutantes en el torneo.
| País                          | Equipo                                |
| ----------------------------- | ------------------------------------- |
| Surinam 2 cupos               | SV Transvaal SV Robinhood             |
| Costa Rica · 2 cupos          | Deportivo Saprissa LD Alajuelense     |
| Bermudas 2 cupos              | Devonshire Colts North Village Rams   |
| El Salvador · 2 cupos         | CD Águila CD Juventud Olímpica        |
| Guatemala · 2 cupos           | CSD Comunicaciones CSD Municipal      |
| Honduras 2 cupos              | CD Olimpia CD Vida                    |
| Antillas Neerlandesas 2 cupos | SU Brion Trappers CRKSV Jong Colombia |
| Nicaragua · 1 cupo            | Deportivo Santa Cecilia               |
| República Dominicana · 1 cupo | Deportivo Universidad Católica        |

## Zona Norteamericana
La eliminatoria de la zona fue cancelada porque ningún equipo se inscribió.

## Zona Centroamericana

### Primera ronda
| 10 de junio de 1973 | Vida | 0:2 (0:1) | Saprissa                      | Estadio Francisco Morazán, San Pedro Sula |                                   |
|                     |      |           | C. Solano 44' · G. Solano 85' | Árbitro(s): Marco Antonio Gracias         | Árbitro(s): Marco Antonio Gracias |

| 21 de junio de 1973 | Saprissa      | 1:0 (1:0) (Global 3:0) | Vida | Estadio Ricardo Saprissa, San José                             |                                                                |
|                     | G. Solano 44' |                        |      | Asistencia: 3 776 espectadores Árbitro(s): Jorge Mario Ramírez | Asistencia: 3 776 espectadores Árbitro(s): Jorge Mario Ramírez |

| 11 de junio de 1973 | Comunicaciones | 0:0 | Juventud Olímpica | Estadio Mateo Flores, Ciudad de Guatemala |  |
| Se había jugado antes el partido en el mismo estadio y el marcador iba 2-2 pero se canceló por una lluvia torrencial, así que se jugó de nuevo en otra fecha. |                |     |                   |                                           |  |

| 3 de agosto de 1973 | Juventud Olímpica | 0:1 (0:0) (Global 0:1) | Comunicaciones | Estadio Flor Blanca, San Salvador |  |
|                     |                   |                        | Torres 90+6'   |                                   |  |

| 24 de junio de 1973 | Águila | 0:3 (0:1) | Alajuelense                  | Estadio Flor Blanca, San Salvador |                                  |
|                     |        |           | Sáenz 32, 46' · González 83' | Árbitro(s): Juan Ramón Mollinedo  | Árbitro(s): Juan Ramón Mollinedo |

| 29 de junio de 1973, 11:30                                          | Alajuelense         | 1:0 (0:0) (Global 4:0) | Águila | Estadio Alejandro Morera Soto, Alajuela |                           |
|                                                                     | Elizondo 55' (pen.) |                        |        | Árbitro(s): Rómulo Méndez               | Árbitro(s): Rómulo Méndez |
| El partido se terminó al minuto 68' debido a una lluvia torrencial. |                     |                        |        |                                         |                           |

| 18 de julio de 1973 | Municipal | 0:0 | Olimpia | Estadio Mateo Flores, Ciudad de Guatemala |  |

| 25 de julio de 1973                                                                                  | Olimpia | 0:1 (0:0) (Global 0:1) | Municipal  | Estadio Nacional, Tegucigalpa |                             |
| |         |                        | McNish 90' | Árbitro(s): Juan Soto París   | Árbitro(s): Juan Soto París |
| Después del partido, Municipal se retiró del torneo y su lugar lo tomó el Santa Cecilia de Nicaragua |         |                        |            |                               |                             |

### Segunda ronda
| 2 de septiembre de 1973 | Alajuelense                                                            | 5:0 (2:0) | Santa Cecilia | Estadio Alejandro Morera Soto, Alajuela |                                |
|                         | González Chacón 14' (pen.) · Piedra 33', 68' · Sáenz 62' · Jiménez 69' |           |               | Árbitro(s): José Rafael Chacón          | Árbitro(s): José Rafael Chacón |

| 9 de septiembre de 1973 | Santa Cecilia    | 1:3 (0:1) (Global 1:8) | Alajuelense                              | Estadio Colegio La Salle, Diriamba |  |
|                         | Colón 71' (pen.) |                        | Sáenz 18' · Elizondo 57' · Obregón 90+3' |                                    |  |

| 7 de octubre de 1973 | Comunicaciones | 1:0 (0:0) | Saprissa | Estadio Mateo Flores, Ciudad de Guatemala |                           |
|                      | McDonald 75'   |           |          | Árbitro(s): Efren Aguilar                 | Árbitro(s): Efren Aguilar |

| 14 de octubre de 1973 | Saprissa                                                   | 4:0 (2:0) (Global 4:1) | Comunicaciones | Estadio Ricardo Saprissa, San José                                |                                                                   |
|                       | Barquero 38' · Morales 42' · G. Solano 61' · C. Solano 87' |                        |                | Asistencia: 5 586 espectadores Árbitro(s): José Roberto Henríquez | Asistencia: 5 586 espectadores Árbitro(s): José Roberto Henríquez |

### Tercera ronda
| 21 de noviembre de 1973 | Saprissa      | 1:0 (0:0) | Alajuelense | Estadio Ricardo Saprissa, San José      |                                         |
|                         | G. Solano 67' |           |             | Árbitro(s): Luis Paulino Siles Calderón | Árbitro(s): Luis Paulino Siles Calderón |

| 5 de diciembre de 1973                             | Alajuelense | 0:1 (0:1) (Global 0:2) | Saprissa      | Estadio Nacional, San José    |                               |
|                                                    |             |                        | C. Solano 43' | Árbitro(s): Carlos Luis Monge | Árbitro(s): Carlos Luis Monge |
| Saprissa se retiró del torneo después del partido. |             |                        |               |                               |                               |

## Zona del Caribe

### Primera ronda

#### Devonshire Colts - North Village Rams
| Equipo Local Ida | Resultado | Equipo Visitante Ida | Ida   | Vuelta |
| ---------------- | --------- | -------------------- | ----- | ------ |
| Devonshire Colts | 6 - 5     | North Village Rams   | 3 - 1 | 3 - 4  |

#### Transvaal - Universidad Católica
| 24 de junio de 1973 | Universidad Católica | 0:8 | Transvaal                                                     | Estadio Surinam, Paramaribo |  |
|                     |                      |     | Schal · Klein · Musanto · Corte · Nortan · Desconocido (a.g.) |                             |  |

| 28 de junio de 1973 | Transvaal                           | 6:0 | Universidad Católica | Estadio Santiago de los Caballeros, Santiago de los Caballeros |  |
|                     | Klein · Schal · Headley · Del Prado |     |                      |                                                                |  |

#### Jong Colombia - Robinhood
| Equipo Local Ida | Resultado | Equipo Visitante Ida | Ida   | Vuelta |
| ---------------- | --------- | -------------------- | ----- | ------ |
| Jong Colombia    | 4 - 2     | Robinhood            | 1 - 0 | 3 - 2  |

### Segunda ronda
| 11 de julio de 1973 | SUBT          | 2:5 | Transvaal                           | Stadion Willemstad, Willemstad |  |
|                     | Desconocido/s |     | Schal · Castillion · Klein · Bundel |                                |  |

| 18 de julio de 1973 | Transvaal                              | 4:1 (Global 9:3) | SUBT        | Estadio Surinam, Paramaribo |  |
|                     | Klein · Vanenburg · Castillion · Schal |                  | Desconocido |                             |  |

### Tercera ronda
| 25 de julio de 1973 | Transvaal          | 2:1 | Jong Colombia | Estadio Surinam, Paramaribo     |                                 |
|                     | Castillion · Klein |     | Desconocido   | Asistencia: 12 000 espectadores | Asistencia: 12 000 espectadores |

| 3 de agosto de 1973 | Jong Colombia | 1:2 (Global 2:4) | Transvaal       | Stadion Willemstad, Willemstad |  |
|                     | Desconocido   |                  | Headley · Schal |                                |  |

### Cuarta ronda
| 4 de enero de 1974 | Transvaal                           | 4:2 | Devonshire Colts | Estadio Surinam, Paramaribo |  |
|                    | Schal · Bundel · Klein · Castillion |     | Desconocido/s    |                             |  |

## Final
| Equipo Local Ida | Resultado | Equipo Visitante Ida | Ida | Vuelta |
| ---------------- | --------- | -------------------- | --- | ------ |
| Transvaal        | w/o       | Saprissa             | -   | -      |

- Transvaal fue declarado campeón, ya que el Saprissa abandonó el torneo, y por ende, no tuvo rival en la final.

| Transvaal Campeón 1.er título |